# Bad Feilnbach
Bad Feilnbach è un comune tedesco di 7 262 abitanti, situato nel land della Baviera.